# Permanente vorming
Permanente vorming, permanente educatie of levenslang bijleren is het voortdurend actualiseren van de vakkennis in de snel evoluerende maatschappij. Het volstaat dus niet eenmaal een diploma te behalen. De eenentwintigste eeuw is immers de eeuw van kennisverwerving. Wie in het werk wil mee-evolueren, moet zich her-, om-, of bijscholen. Dit kan met (avond)onderwijs, zelfstudie, het bijwonen van congressen, deelnemen aan (wetenschappelijke) internetfora. Ook een externe of interne bedrijfsstage of een  sabbatjaar om zich te herbronnen, kunnen daar toe bijdragen.
Hoewel de filosofie al decennialang een terugkerend onderwerp was, kreeg de term Europabreed betekenis toen de Europese Unie 1996 uitriep tot het 'Jaar van een leven lang leren'. In 2024 organiseerde de Europese Unie de "European Year of Skills: What's Comes Next?"

## In Vlaanderen
In Vlaanderen is administratie permanente vorming ook een afdeling van het Ministerie van Onderwijs die de verschillende vormen van onderwijs buiten het voltijds dagonderwijs overkoepelt:
- deeltijds kunstonderwijs
- basiseducatie
- het volwassenenonderwijs
- onderwijs voor sociale promotie
- Huis van het Nederlands
- het afstandsonderwijs, zoals het BIS

## In Nederland
In Nederland stimuleert de Rijksoverheid het volgen van onderwijs door volwassenen, zowel werkenden en ondernemers als werkzoekenden, om zo beter aansluiting te vinden bij de veranderende arbeidsmarkt. Het doel is de kansen op (nieuw) werk te vergroten. 
De Leven Lang Leren-regeling stimuleert mensen tot het volgen van verschillende vormen van zelfstandig leren of formeel onderwijs (bijvoorbeeld cursussen of een gerichte opleiding) op eigen kosten of middels subsidies, ervaringscertificaten en/of een vorm van studiefinanciering die het volgen van onderwijs aantrekkelijker maakt. Het kabinet maakt jaarlijks een begroting voor de kosten van de Leven Lang Leren-regeling, welke door verschillende bedrijfssectoren minimaal wordt verdubbeld. Het uiteindelijke doel is om de arbeidsmarkt te verbeteren, de Nederlandse economie concurrerend te houden ten opzichte van andere landen en om ervoor te zorgen dat zoveel mogelijk Nederlanders toekomstbestendig zijn en blijven. 